# Hemingford Grey
Hemingford Grey – wieś w Anglii, w hrabstwie Cambridgeshire, w dystrykcie Huntingdonshire. Leży 20 km na północny zachód od miasta Cambridge i 90 km na północ od Londynu.